# Avia

Avia Motors (Avia) — чеська компанія, виробник літаків та автомобілів. Штаб-квартира розташована в Празі. У 1995 році компанію купує фірма Daewoo, а в 2006 — Ashok Leyland.

## Історія
Фірма була заснована в 1919 році інженерами Павлом Бенешем і Милославом Гайне. Першим виробом став винищувач BH-1. До війни завод в Празі-Летнянах випустив велику кількість цивільних і військових літаків, як власної конструкції, так і ліцензійних (наприклад, радянський бомбардувальник СБ). У 1928 році Avia була куплена концерном Шкода.
Під час війни Avia виробляла літаки Arado і мотори фірми Argus Motoren. Після війни продовжувалося виробництво навчальних літаків Arado Ar 96, а також чехословацьких версій Messerschmitt Bf.109 (Avia S-199) та Messerschmitt Me 262 (Avia S-92). Крім того було налагоджено ліцензійне виробництво штурмовиків Іл-10 (Avia B-33) та пасажирського Іл-14 (Avia Av-14).
У 1946 році розпочато випуск вантажівок Skoda 706R і автобусів Skoda 706RO, пізніше вантажівок Tatra 805 та Praga V3S (1961—1988). З 1963 року тут вироблялися частини бронетранспортера OT-64 SKOT, в цьому ж році припинено виробництво літаків.
У 1992 році компанія була розділена на два підрозділа з виробництва авіа деталей та вантажівок. Обидва підрозділи використовують бренд AVIA.
У 1995 році контрольний пакет акцій AVIA було придбано компанією Daewoo. Роком пізніше Avia переймоновують в Daewoo Avia.
У 2006 році фірма Avia була куплена індійським виробником вантажівок Ashok Leyland, членом холдингу Induja. З цього моменту фірму стали називати Avia Ashok Leyland Motors.
21 квітня 2016 года власником компанії стає CZECHOSLOVAK GROUP a.s., яка придбала завод у Ashok Leyland. В червні того ж року компанію перейменовано з Avia Ashok Leyland Motors s.r.o. в AVIA Motors s.r.o.

### Легкові автомобілі
У 1956 році, помітивши успіх німецьких мікролітражок типу «Гоггомобіля», завод вирішує розробити такий автомобіль і в Чехословаччині. Одночасно з «Авіа» ще одна авіаційна фірма зайнялася проектуванням мікрокарів — «Марован». Конструкції обох машин схожі.
«Авіа» мав кузов з дюралюмінію, мотор розташовувався ззаду, за основу був узятий мотор фірми «Ява», але конструктори «Авіа» трохи переробили цей 350-кубовий двигун, він був дефорсований до 14 сил. Автомобіль був 2-місний, водій сидів посередині, а пасажир — за ним, дах, він же і двері, з'їжджав назад, на зразок ковпака літака.

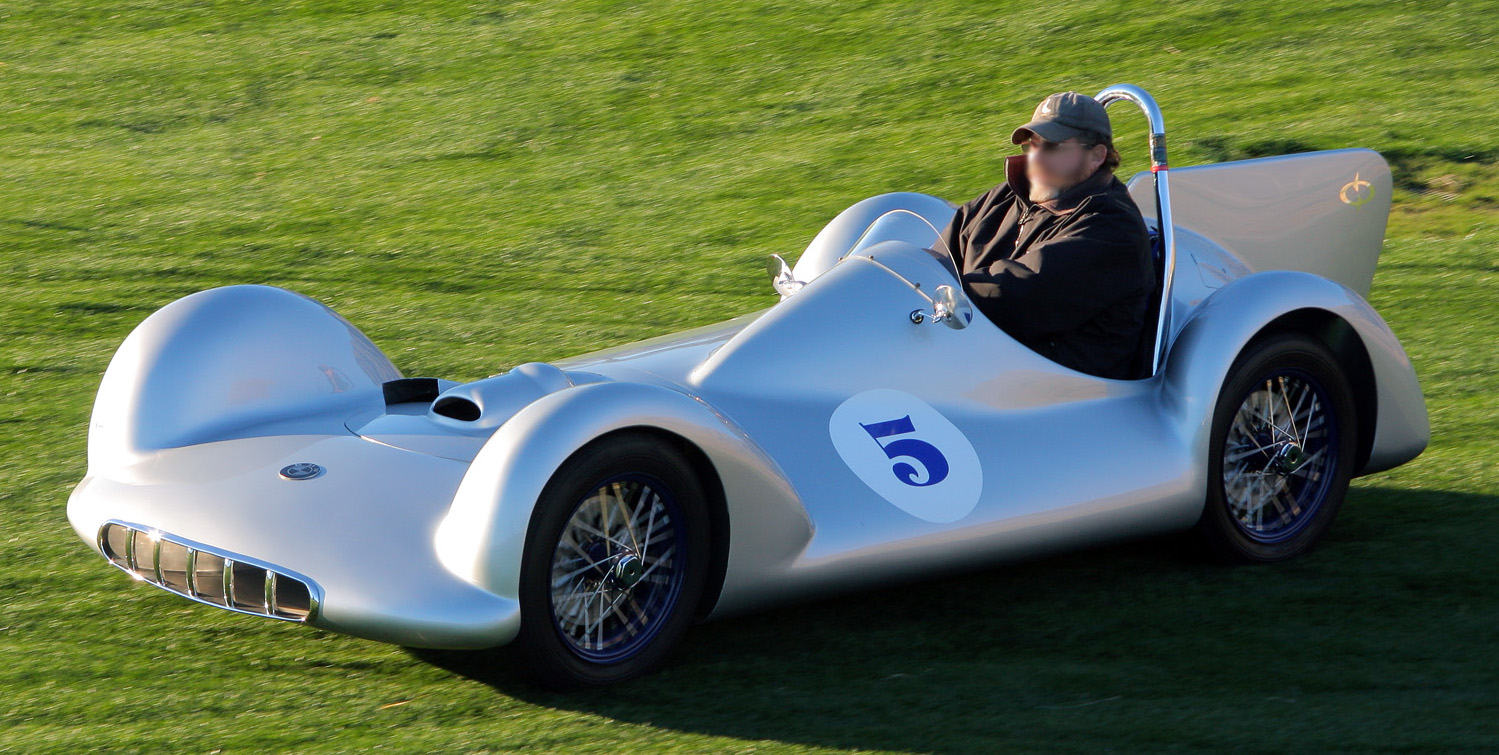
Avia Mk3 Monoposto

Гальма були взяті з мотоцикла «Ява», коробка передач була своя — чотириступінчаста, плюс задній хід. Підвіска всіх коліс — незалежна. Однак під час випробування перший прототип був розбитий.

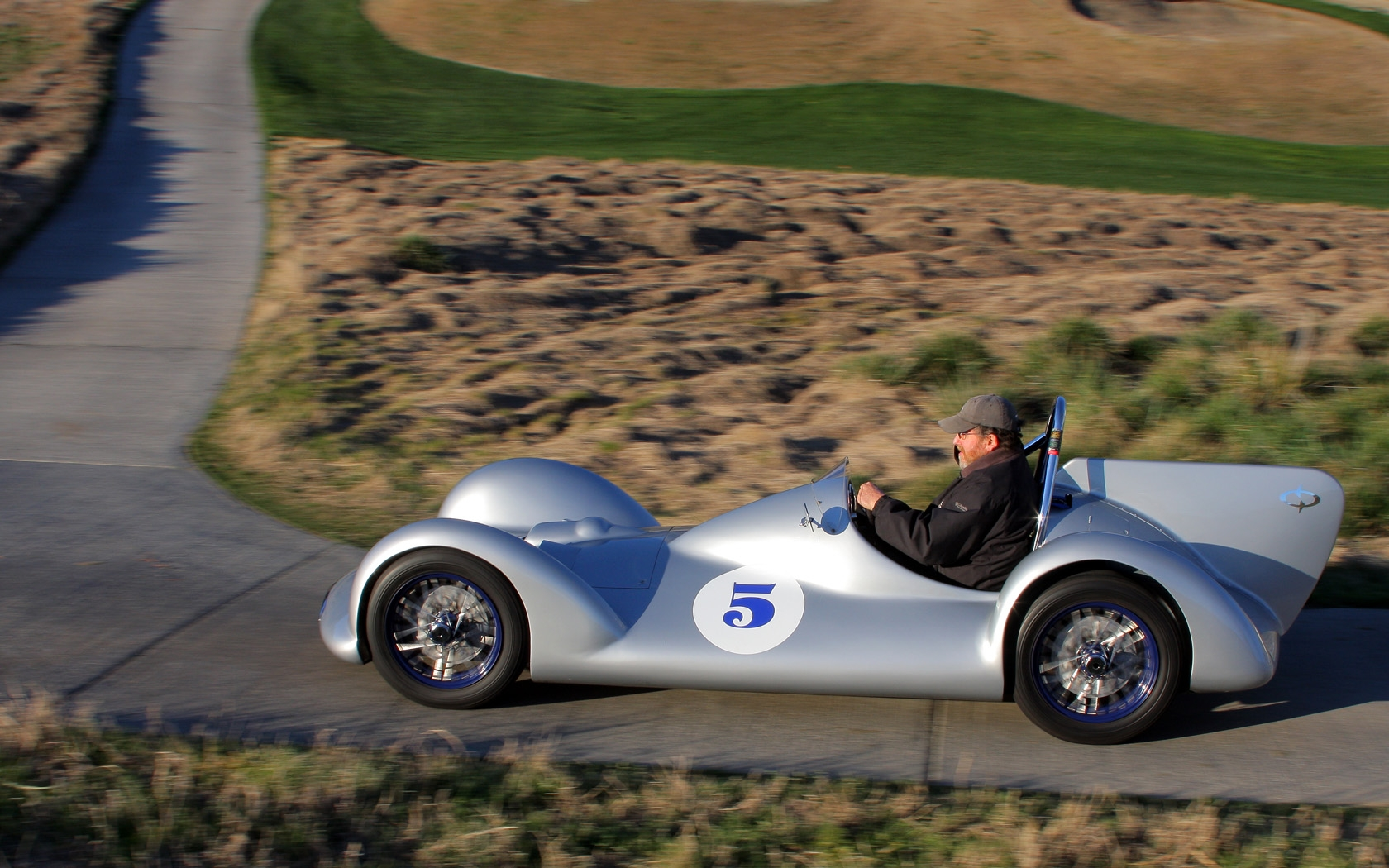
Avia Mk3 Monoposto

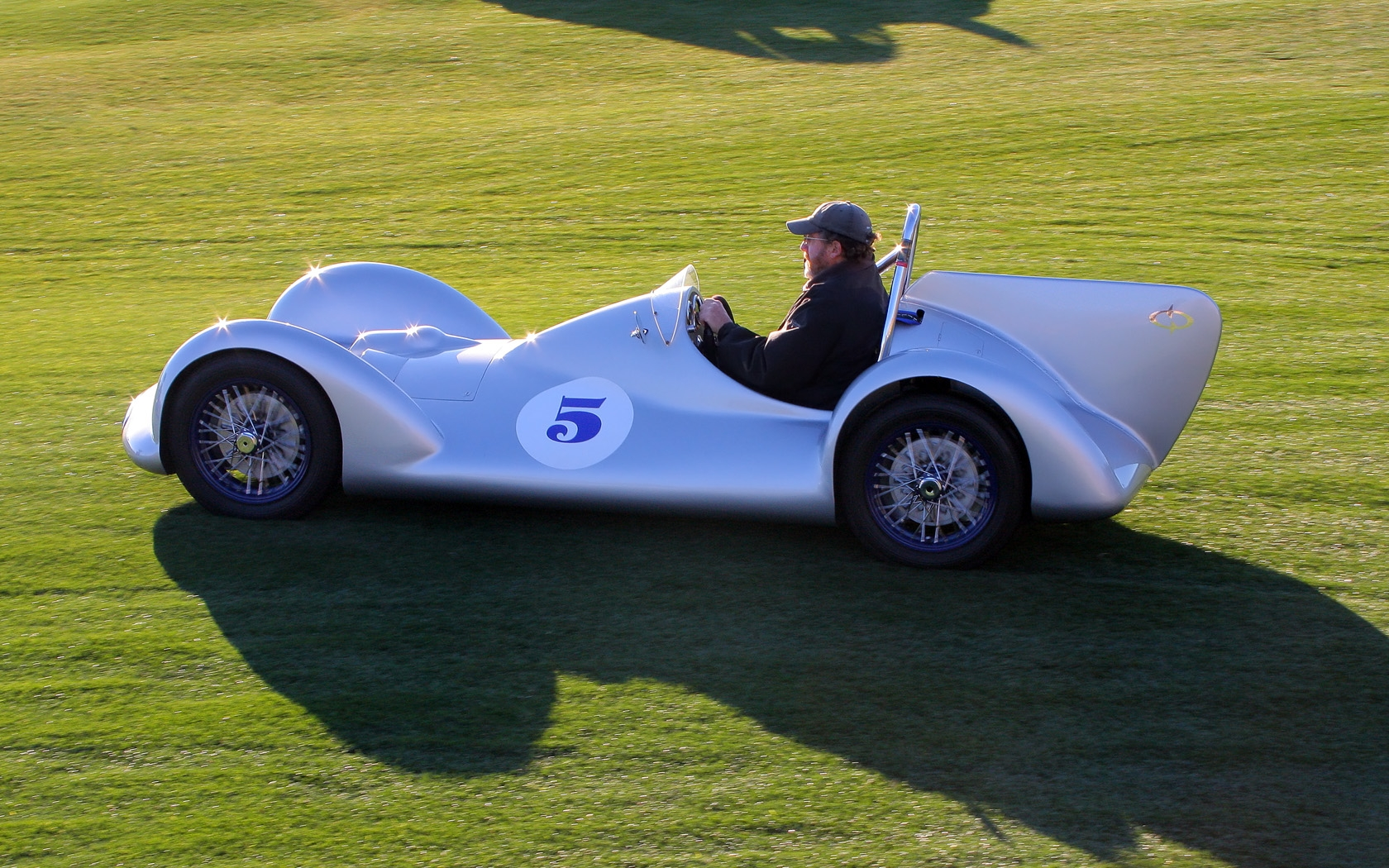
Avia Mk3 Monoposto

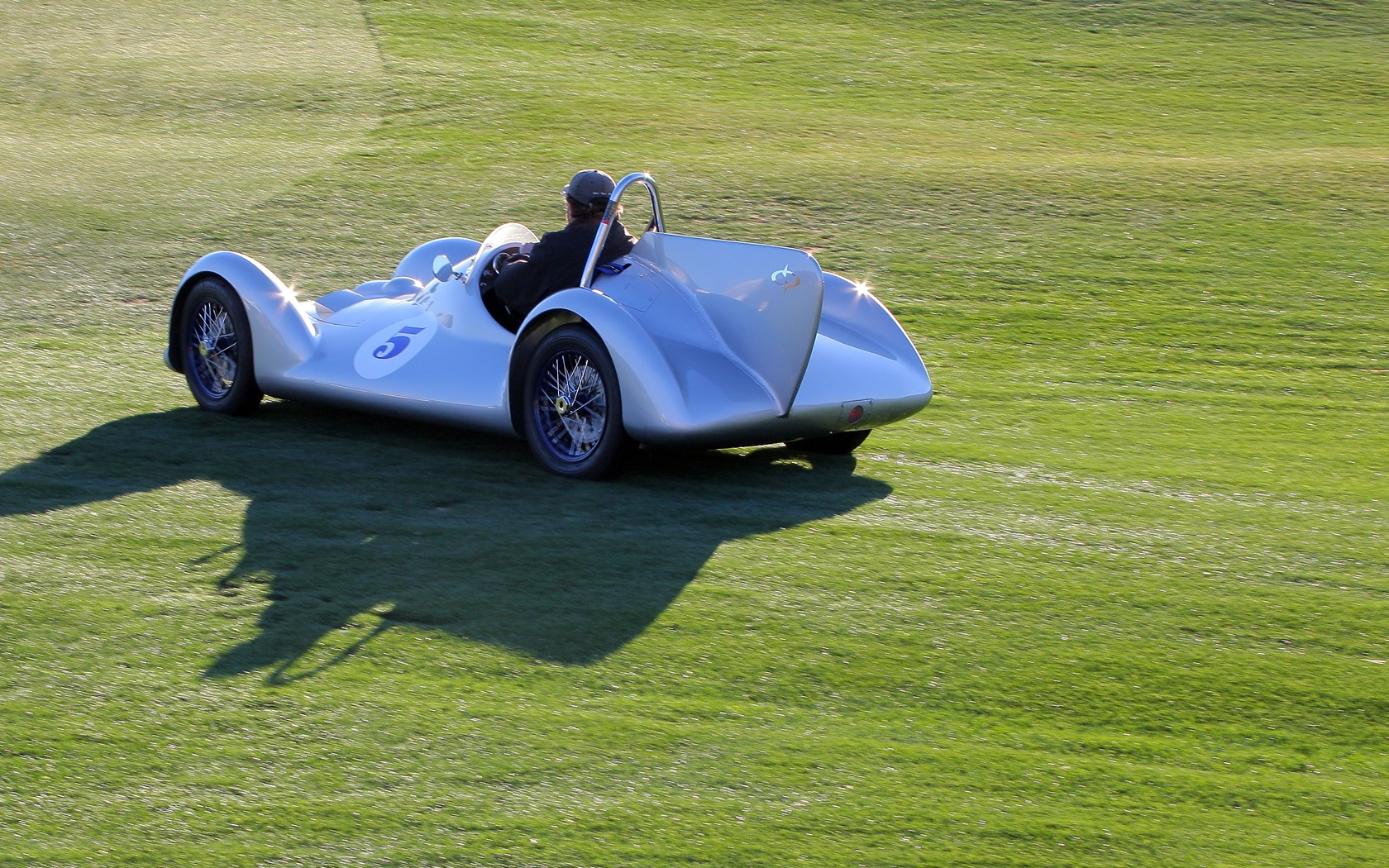
Avia Mk3 Monoposto

Завод взявся за будівництво другого покоління, автомобілю розширили колію коліс, мотор довели до 16 сил. Цей автомобіль був випущений тиражем в 10 машин, одна з них була доставлена в СРСР, в подарунок інваліду — ветерану Другої cвітової війни Кузьміну. Автомобіль мав ручне управління газом-гальмом, тому що Кузьмін втратив обидві ноги.
Цю машину випускали з 1957 до 1959 рік.

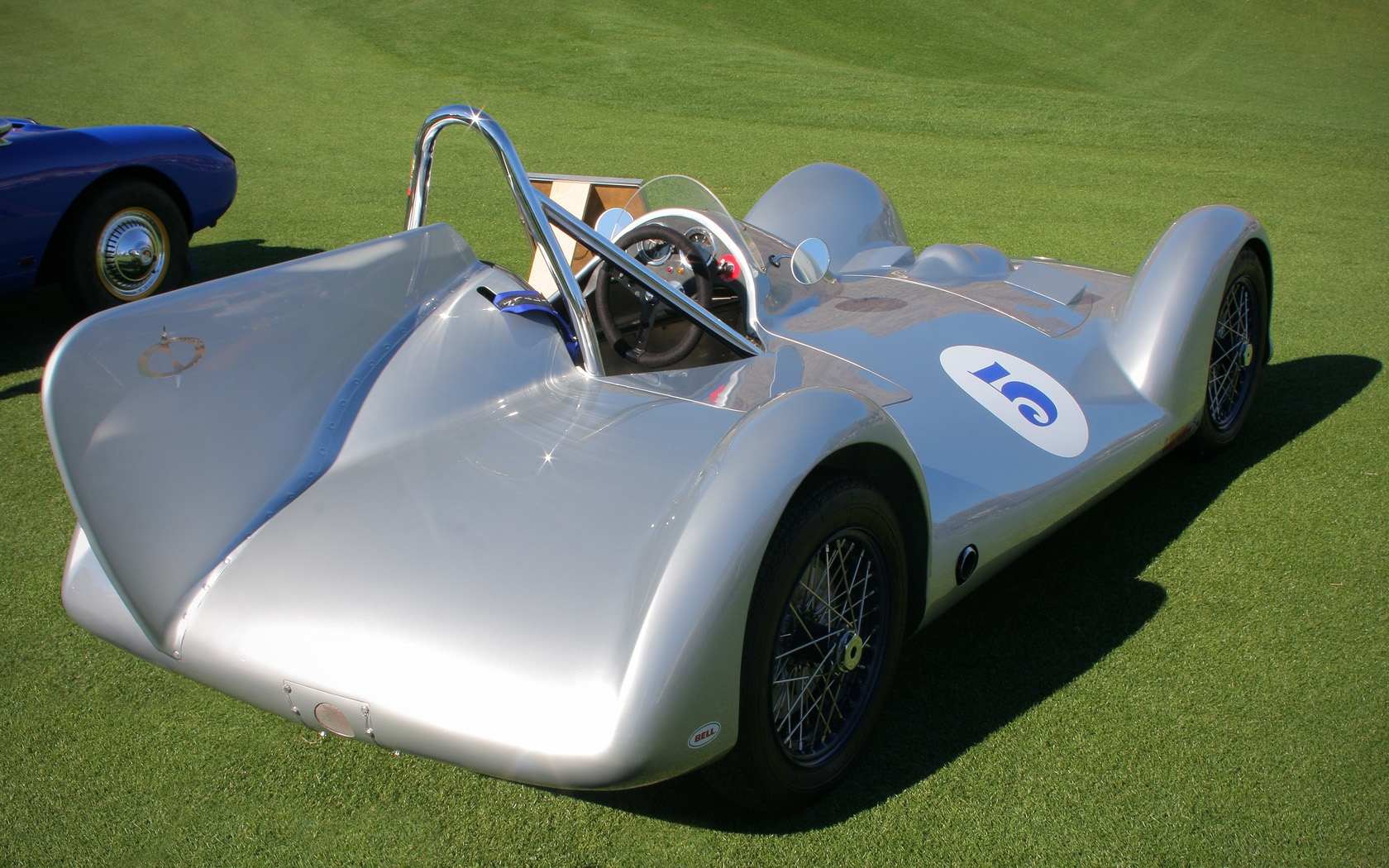
Avia Mk3 Monoposto

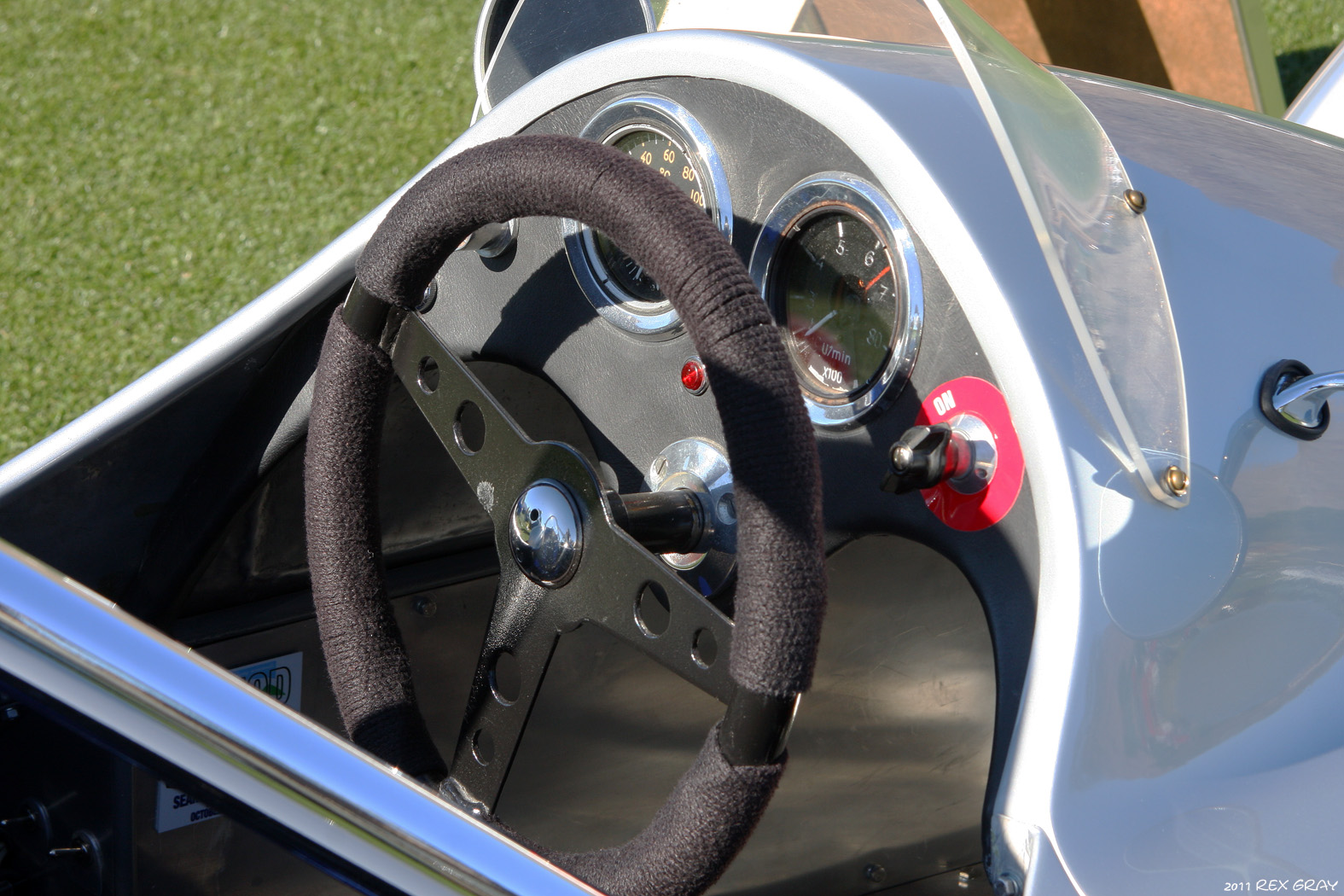
Avia Mk3 Monoposto

Однак на рік, коли побудували перший прототип, була готова ще одна машина, яка, правда, мала під капотом німецький мотор. Автомобіль був побудований для чехословацького гонщика Мирослава Юрка. Автомобіль мав аеродинамічний кузов і мотор фірми «БМВ», він був об'ємом в 750 кубічних сантиметрів, 4-тактний, але 2-циліндровий. Цей авто успішно брав участь у гонках Східного Блоку. У якийсь момент автомобіль опинився в Німеччині, і виставлений як «БМВ» кінця 40-х. У 1987 році авто купив колекціонер із США, який дізнався історію автомобіля, і відреставрував його.
Легковики будувалися до 1959 року.
У 1974 році «Авіа» повертається до гоночних автомобілів, Вацлав Лім будує свій гоночний автомобіль на виробничих потужностях заводу «Авіа». Автомобіль отримує індекс АЕ1, в першому ж сезоні Лім завойовує друге місце в Кубку Співдружності, пропустивши вперед тільки гонщика з НДР, при цьому випередивши радянських гонщиків на «Естонії». Через 5 років він побудував новий автомобіль формули «Восток». Мотор автомобіля був узятий від ВАЗ, його об'єм дорівнював 1.3 л, і потужністю 90 сил, коробка передач була від «Вартбурга». Лім брав участь на ній у 63 заїздах, перемігши в 31. У 1984 році він модернізував автомобіль, він отримав індекс АЕ3, потужність була доведена до 100 к.с.. Ця машина ганяла до кінця сезону 1987 року.

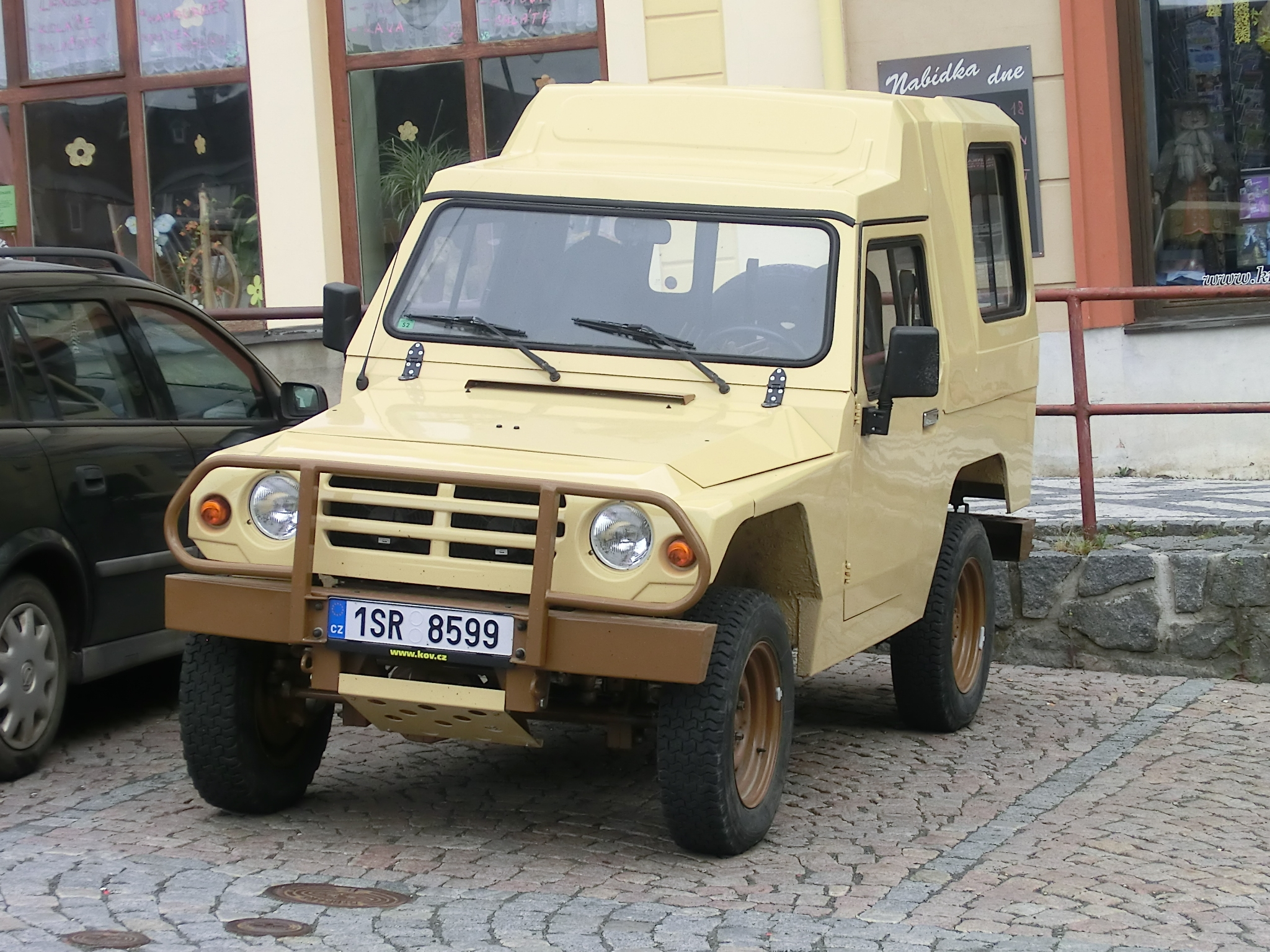
Avia А11 Trend

До легкових автомобілів фірма «Авіа» повернулася в 1993 році. «Авіа» купує ліцензію у французької фірми Auverland на виробництво їх позашляховиків A3 і A4, чеська машина отримала індекс А11.
Автомобіль був повнопривідним, з дизельним мотором 1.9 л і потужністю 70 сил. Машина випускалася до 1996 року, всього їх випустили 250 штук.

#### Список легкових автомобілів Avia
- 1957 — Avia 350
- 1974 — Avia AE1
- 1979 — Avia AE2
- 1984 — Avia AE3
- 1993 — Avia A11

### Легкі вантажівки

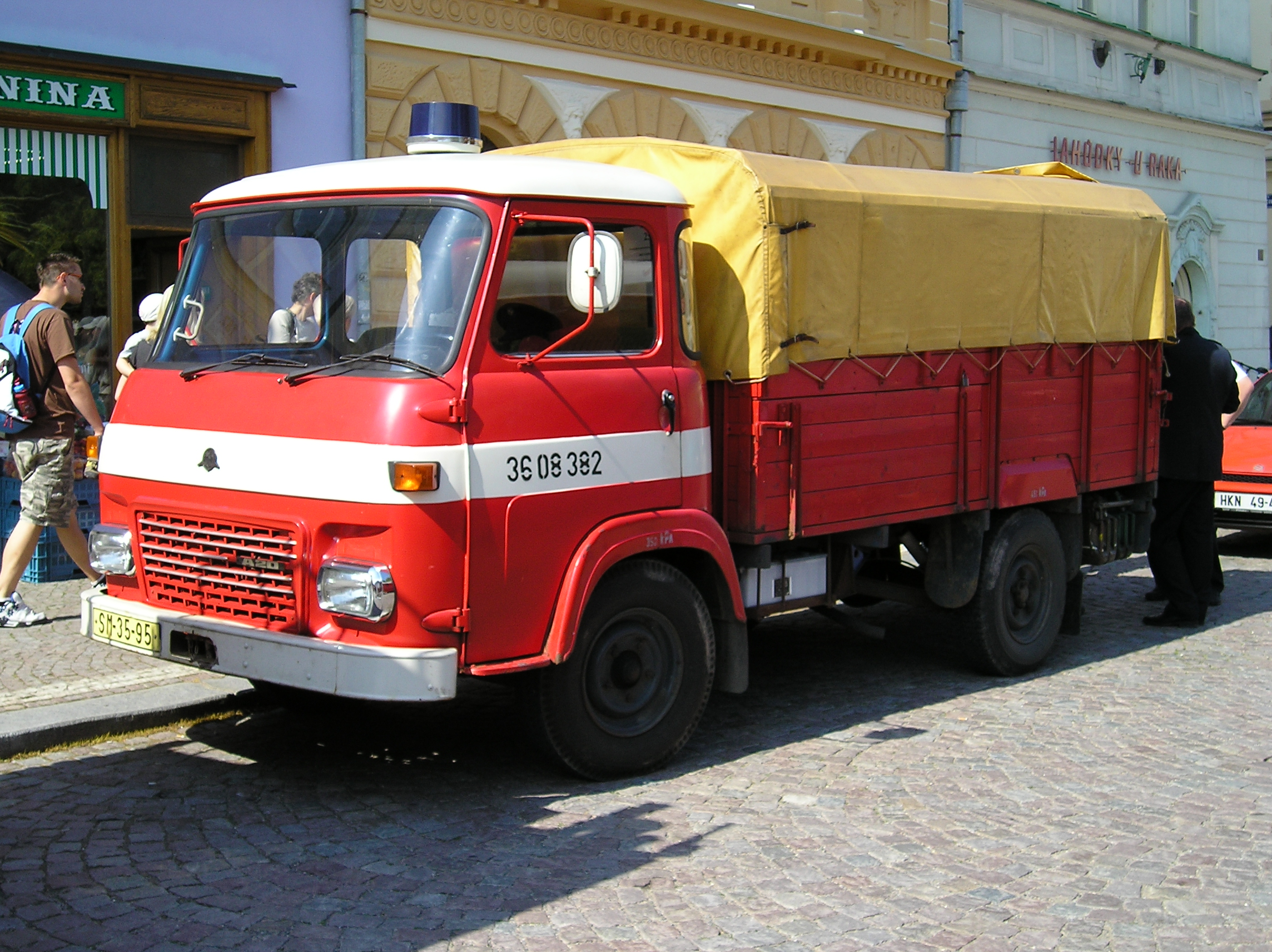
Avia A20

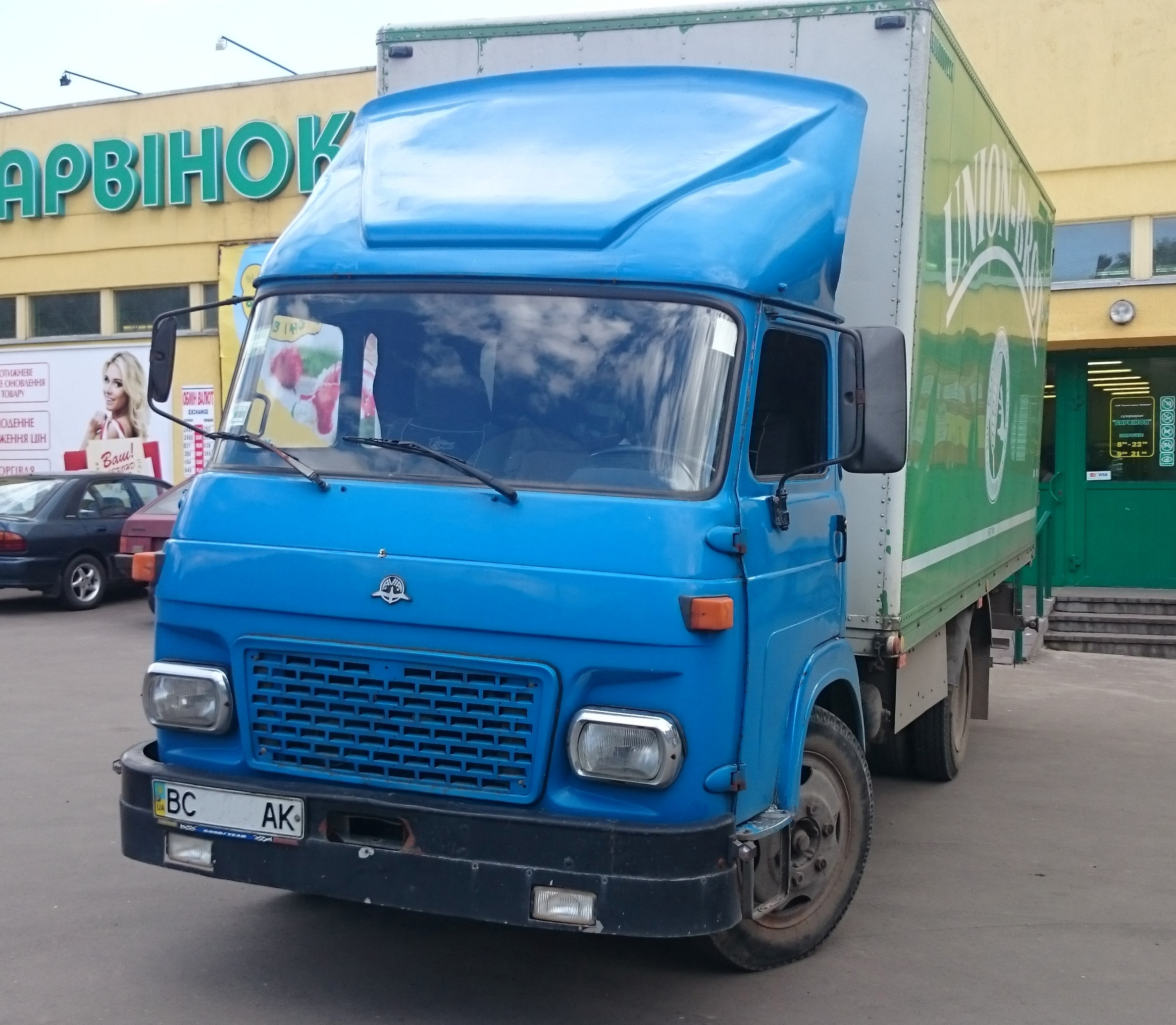
Вантажівка марки AVIA A30

#### А15/А20/А30

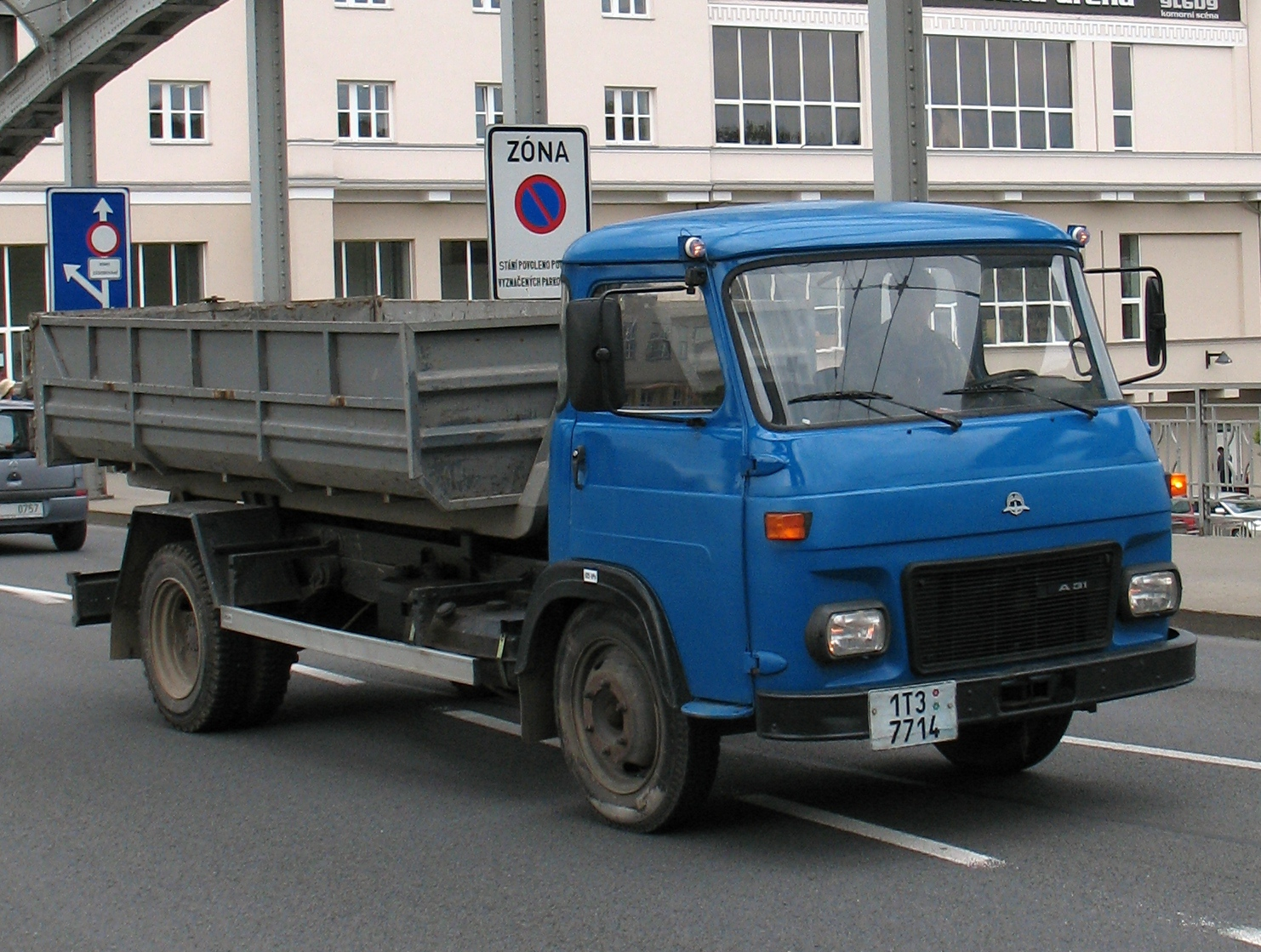
Avia A31

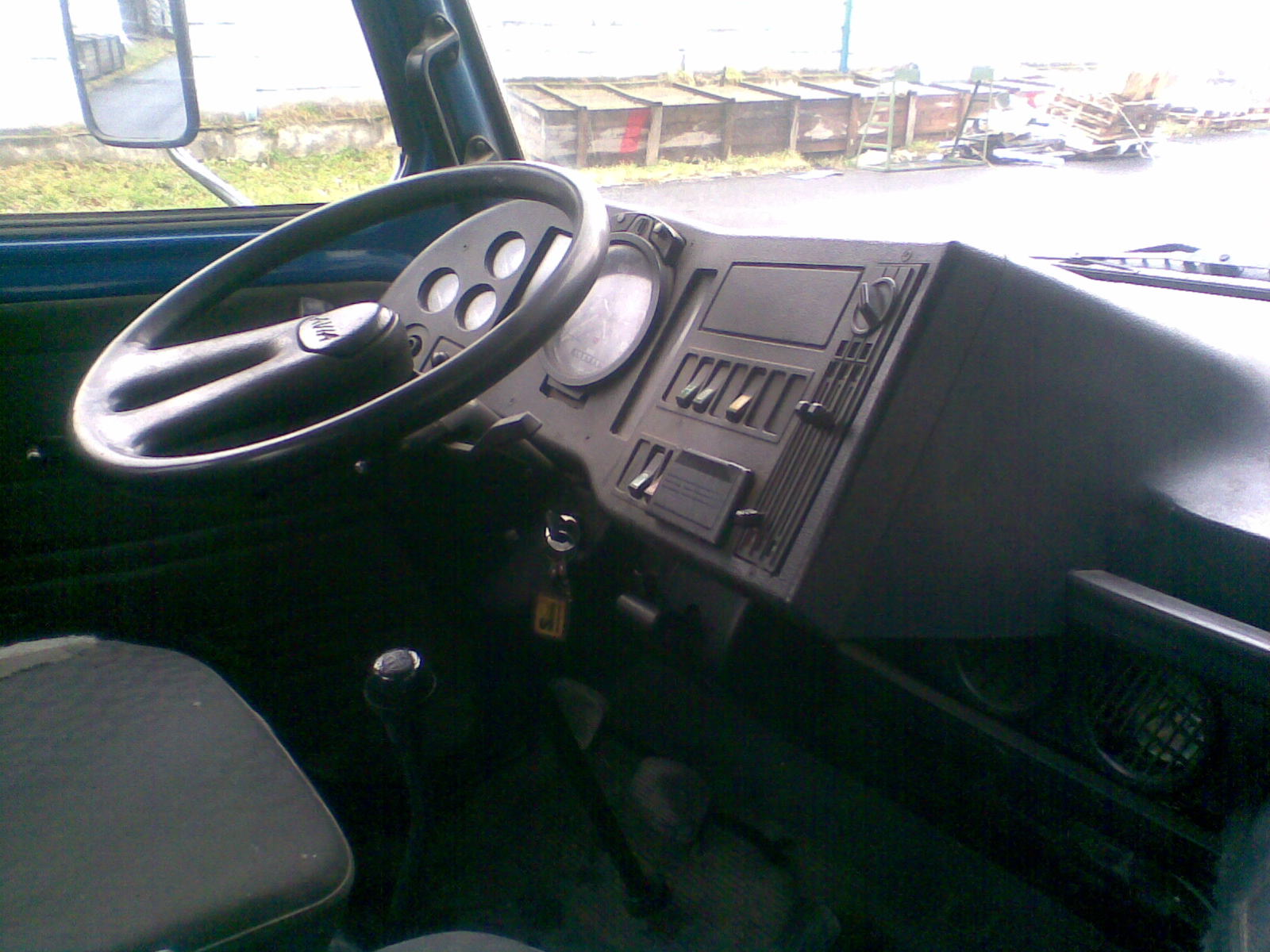
Avia A31

У 1967 році була куплена ліцензія на виробництво автомобілів Renault SAVIEM серій «SG2» і «SG4» вантажопідйомністю 1,5 і 3 т відповідно.
З осені 1968 року з воріт модернізованого підприємства під Прагою почали виходити 1,5-тонні вантажівки «А15», що вперше отримали марку «Авіа». За ними пішли практично такі ж 3,0-тонні машини «А30» повною масою до 6,0 тонн. На них встановлювали ліцензійний чотирьох-циліндровий дизельний двигун робочим об'ємом 3317 см3 з безпосереднім упорскуванням палива і сферичними камерами згоряння в поршні потужністю 72 або 80 к.с., чотирьох ступінчасті коробки передач, передню незалежну підвіску, барабанні гальма з двохконтурним гідроприводом.
На моделі «А15» ззаду встановлювали односхилі шістнадцяти дюймові колеса і ричажно-пружинну підвіску, для серії «А30» використовували ресорну підвіску і двосхилі 20-ти дюймові колеса. З кінця сімдесятих років «А15» замінив двох тонний варіант «А20». Всі машини пропонували як шасі з суцільнометалевою тримісною кабіною над двигуном і кількома розмірами колісної бази (2680—3640 міліметрів), проте моделі «А15» і «А20» були переважно суцільнометалевими фургонами місткістю 10 м3 зі зсувними бічними дверима.
Avia А30 пропонували в основному з бортовою платформою. До 1978 року частка власних комплектуючих виробів в автомобілях «Авіа» досягла 98 %, в тому числі таких відомих, як чеська фірма «Motorpal» (паливна апаратура) та «Jikov» (компресор та інше), з облицювання їх радіаторів зникла табличка «Ліцензія САВІЕМ». З незначними змінами базові варіанти залишалися у виробництві до кінця дев'яностих років.

#### А21/А31

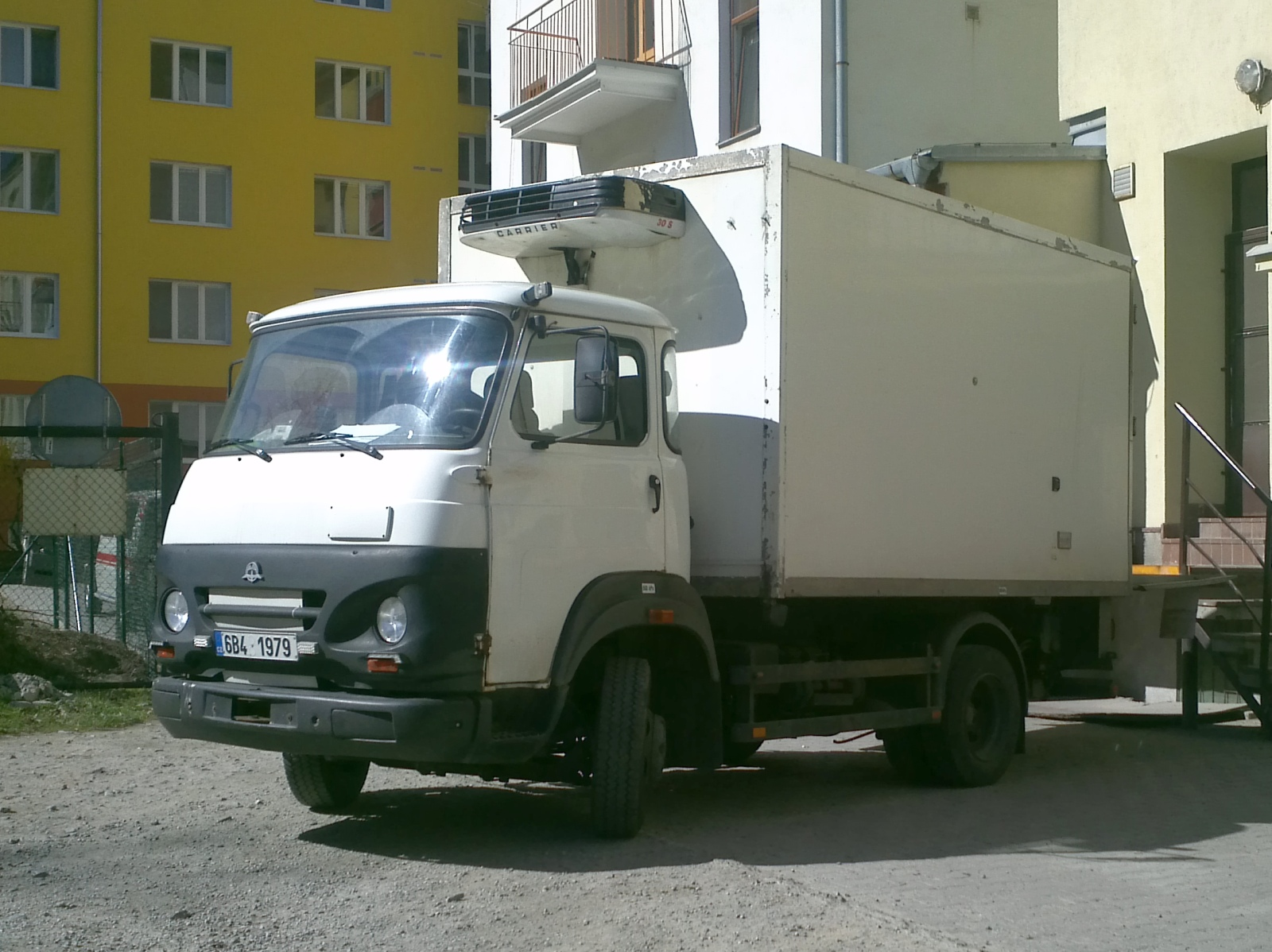
Avia A60 (1997—2000)

У 1982—1983 роках з'явилися перші модифікації «А21» і «А31» вантажопідйомністю 1,8—3,4 тонни. Головною новинкою став модернізований двигун, робочий об'єм якого при збільшенні діаметра циліндрів з 98 до 102 міліметрів зріс до 3596 см3, а потужність збільшилася до 83 кінських сил.
Коробка передач стала п'яти ступінчастою, змінилася форма елементів зовнішнього оформлення. З установкою масивної пластмасової передньої частини вони отримали позначення «А21.1» і «А31.1». До 1985 року було виготовлено 114 527 автомобілів «Avia», а їх щорічний випуск досягав 15 тисяч штук, переважна частка яких надходила в СРСР та інші соціалістичні країни. Втрата цих ринків на початку дев'яностих змусила фахівців заводу «Авіа» всерйоз зайнятися модернізацією своєї продукції. З остаточно 1993 року автомобілі пропонували у варіантах «А21Т» і «А31Т», єдиною новинкою в яких став турбонагнітач, що підвищив потужність двигуна до 88 к.с. На шасі модифікації «Avia А31» у 80-х та на початку 90-х років угорська фірма «Ikarus» виготовляла гаму малих автобусів серії «543».

#### А60/А65/А75/А80
У 1995 році на базі заводу «Avia» було утворено спільне підприємство Daewoo-Avia, яке в 1997 році почало серійний випуск нового покоління автомобілів, що включає моделі «А60», «А65» і «А75» вантажопідйомністю 3,2—4,8 тонн і повною масою 6,0—7,5 тонн, а з 1998 року — 5,5-тонного варіанту «А80». Їх основою залишається колишнє сімейство з модернізованою кабіною, з тим же двигуном, обладнаним турбонаддувом з проміжним охолодженням потужністю 103, 116 або 129 к.с., з п'яти або шестиступінчастою коробкою передач.

#### D60-D120

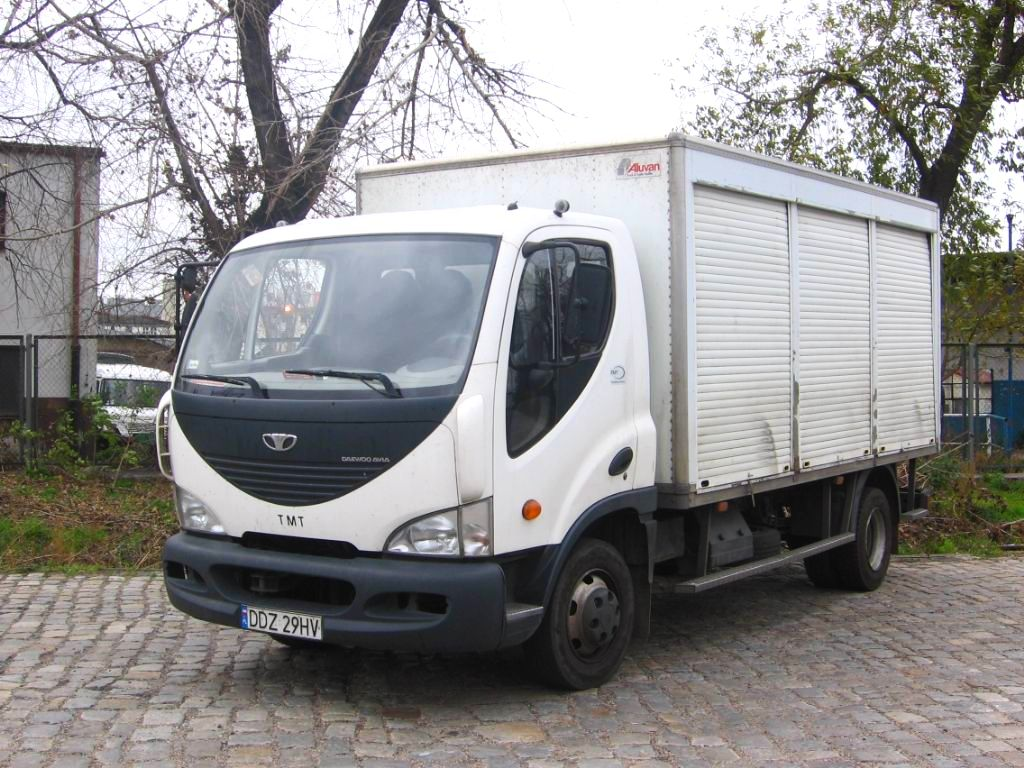
Avia D90 (з 2000)

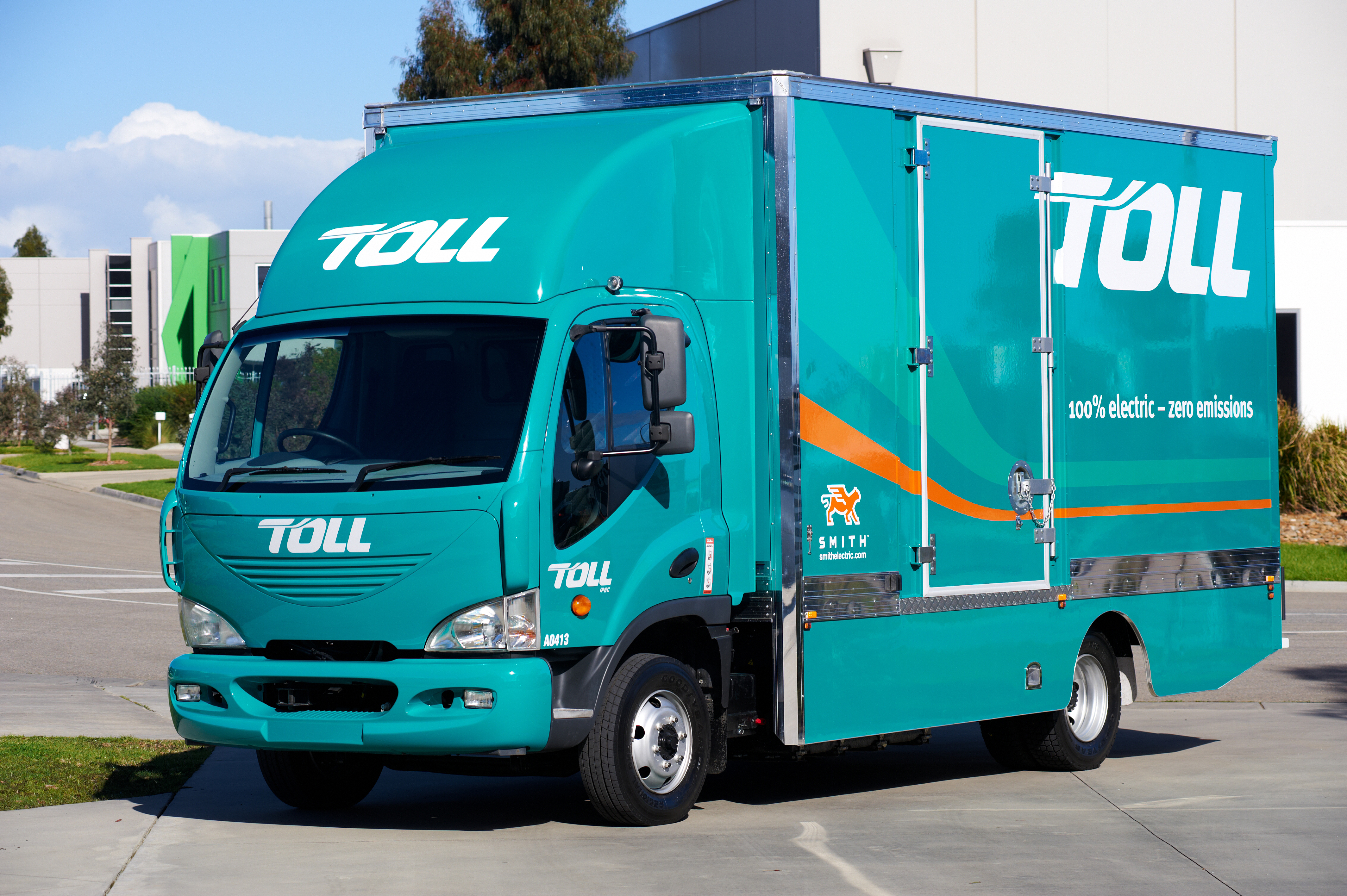
Електромобіль Smith Newton на агрегатах Avia D

У 2000 році представлено нове покоління середньотонажних вантажівок Avia D повною масою від 6 до 9 тонн. Автомобілі комплектувалися новими кабінами, двигунами власної розробки Avia D432.100 і ліцензійними турбодизелями Cummins ISBe об'ємом 3922 см3та потужністю 150 або 170 к.с.
У кінці 2000 року компанія Daewoo збанкрутувала, і виробництво на заводі «Avia» було призупинено.
У середині 2000х модельний ряд Avia був оновлений. Вантажівки отримали нові двигуни Cummins ISB4.5E5 об'єм 4462 см3, що відповідають нормам Євро-5, які видають потужність 160, 185 або 207 к.с. Оновлений модельний ряд значно розширився і включає наступні моделі: D60 (повна маса 5990 кг), D65 (повна маса 6490 кг), D70 (повна маса 6990 кг), D75 (повна маса 7490 кг), D80 (повна маса 7990 кг), D85 (повна маса 8490 кг), D90 (повна маса 9000 кг), D100 (повна маса 9990 кг), D110 (повна маса 10990 кг) і D120 (повна маса 11990 кг). У гамму також увійшла повнопривідна модифікація D120 4×4.